# Курман Михайло Веніамінович
Михайло Веніамінович Курман (20 червня 1905, Лепель, Вітебська губернія (нині Вітебська область, Білорусь) — 4 липня 1980, Харків) — радянський статистик, демограф. Кандидат економічних наук (1966). Відповідальний працівник ЦУНГО СРСР. Активний учасники перепису населення СРСР 1937, за що був комуністичною владою репресований і провів 18 років (1937-1955) у таборах ГУЛАГу.

## Життєпис

### До арешту
Народився 20 червня 1905 року в місті Лепель колишньої Вітебської губернії в багатодітній сім'ї учителя.
С 1914 по 1922 рік навчався в міському училищі, згодом Єдиній трудовій школі. Член комсомолу з 1921 року. Після закінчення школи кілька років працював в міській бібліотеці, а в 1923 році поїхав у Петроград, де поступив на математичне відділення фізико-математичного факультету Петроградського університету. В 1928 році закінчив його за спеціальністю «статистика».
Будучи студентом брав участь у проведенні Всесоюзного перепису населення 1926 року, а пізніше — і в розробці її остаточних даних. Один з укладачів першої загальносоюзної таблиці смертності, виданої в 1930 році.
Після закінчення університету М. В. Курман був направлений у економіко-статистичний сектор Ленінградського регіонального плану (так зване тоді регіональне статистичне управління), де працював спочатку в кон'юнктурному бюро, а потім — у відділі соціальної статистики під керівництвом демографів С. О. Новосельського и В. В. Паївського. У 1932 році переведений до Центрального управління народно-господарського обліку (ЦУНГО) СРСР в Москві у відділ населення і охорони здоров'я, де працював старшим консультантом, начальником сектора населення, заступником начальника відділу. Паралельно веде викладацьку роботу — у 1929–32 викладав статистику в ленінградських вишах, у 1932–37 — у Московському плановому інституті. У 1936 році йому було присвоєно вчене звання доцента за фахом «статистика».

### Розрив Курмана
У січні 1937 року відбувся Перепис населення СРСР. Встановлена ним чисельність населення виявилась значно нижчою ніж та, яка очікувалась за даними поточного обліку населення. Різниця визначалася цифрою у 8 млн осіб і була названа згодом за прізвищем Михайла Курмана, який першим зробив спробу пояснити у «Доповідній записці про природний рух населення в період між двома переписами — 17/XII 1926 р. і 6/I 1937 р.», куди поділися мільйони радянських громадян, присутність яких нібито «не помітив» перепис 1937 року. Ця записка, що була адресована на ім'я начальника Народно-господарського обліку Держплану СРСР Івана Краваля, привернула увагу істориків і демографів, які займалися з'ясуванням долі перепису населення 1937 року, вже після смерті Михайла Курмана. Вона була опублікована у відомій статті Ю. Полякова, В. Жиромської та І. Кисельова «Півстоліття мовчання» (Социологические исследования. — 1990. — № 6). Багато праць присвятив дослідженню «розриву Курмана» автор цього терміна, англо-австралійський демограф С. Віткрофт (Мельбурнський університет, Австралія).
Попередні короткі підсумки перепису офіційно не публікувались. РНК СРСР у постанові від 25 листопада 1937 року визнала організацію перепису населення незадовільною, а самі матеріали перепису дефектними. Відповідальні за його проведення особи були оголошені шкідниками і заарештовані. Доповідна записка Михайла Курмана була датована 14 березня 1937 року, а вже через тиждень її автора заарештували. Він був засуджений до 10 років, в 1947 році був звільнений. До 1949 року працював викладачем математики в Рубцовській філії Алтайського інституту сільськогосподарського машинобудування. Потім знову заарештований і лише в 1955 році був остаточно звільнений. У серпні 1955 року рішенням Військової Колегії Верховного Суду СРСР був повністю реабілітований «за відсутністю складу злочину».

### Після ув'язнення
Після звільнення М. В. Курман переїхав до Харкова, де жили його дружина і дочка. Протягом 10 років — з 1955 до 1965 року — працював спочатку заступником начальника, а потім начальником відділу населення і охорони здоров'я Харківського обласного статистичного управління.
Протягом 1965—1975 років (з деякою перервою) М. В. Курман був науковим керівником госпрозрахункової лабораторії трудових ресурсів при Харківському відділенні Географічного товариства України. У 1966 році після захисту дисертації на тему «Аналіз розвитку населення великого соціалістичного міста» йому було присвоєно науковий ступінь кандидата економічних наук.
У 1960-70-х роках він читав курс статистики в Харківському державному університеті, Харківському автодорожньому інституті, Харківському навчально-консультаційному пункті Вищої школи профруху.
Вивчав демографічні процеси у великих містах (на прикладі Харкова) і загалом у СРСР, досліджував проблеми маятникової міграції та переміщення трудових ресурсів (зокрема на найбільших металургійних заводах УРСР — Дніпродзержинському, Запорізькому, Комунарському і Макіївському), розробляв методики обліку населення.
Наукова діяльність М. В. Курмана не припинилася і після виходу його на пенсію у 1975 році. Вже наступного року побачила світ його нова монографія, присвячена актуальним питанням демографії. В останні роки життя вчений працював над монографією про демографічні структури, але ця робота залишилася незавершеною. За день до смерті він відправив до редколегії енциклопедичного словника «Демографія», що готувався до видання, великого листа з цінними зауваженнями.

## Праці
- К методологии планирования населения на вторую пятилетку. Ленинград, 1932 (співавт.);
- Учет и статистика населения в районе. 2-е изд. Москва, 1935 (співавт.);
- Население большого социалистического города. Москва, 1965 (співавт.);
- Движение рабочих кадров промышленного предприятия. Москва, 1971;
- Актуальные вопросы демографии. Москва, 1976.

У рукописній спадщині Михайла Курмана, нарівні з демографічними, є кілька суто математичних робіт з теорії чисел. У 1972 році він опублікував невеликі, але дуже живі і теплі спогади про своїх учителів — С. О. Новосельського і В. В. Паєвського.